# 奥伯斯多夫
奥伯斯多夫是德国巴伐利亚州的一个市镇。总面积229.85平方公里，总人口9923人，其中男性4625人，女性5298人（2011年12月31日），人口密度43人/平方公里。